# Batagur dhongoka
Batagur dhongoka је гмизавац из реда корњача и фамилије Geoemydidae. 

## Угроженост
Ова врста се сматра угроженом.

## Распрострањење
Ареал врсте је ограничен на Бангладеш и Индију, као једино позната природна станишта врсте. Присуство у Непалу је непотврђено.

## Станиште
Станиште врсте су слатководна подручја.